# Alfredo Pedraza Arias
Alfredo Pedraza Arias (Madrid, 20 de diciembre de 2000), también conocido como Alfredo Pedraza, es un futbolista español. Juega de defensa central y su actual equipo es el Centre d'Esports Sabadell Futbol Club de la Segunda Federación.

## Trayectoria
El defensor llegó a la cantera del Atlético de Madrid en 2015, y fue campeón en dos ocasiones de su grupo de División de Honor con el juvenil A. En la temporada 2018-19 formaría parte del Atlético de Madrid B y en la siguiente temporada sería cedido al Club de Fútbol La Nucía del Grupo III de la de la Segunda División B de España, donde jugó 19 partidos en la categoría de bronce.
En verano de 2020 llegó al Atlético Levante Unión Deportiva para jugar en Segunda División B de España, donde jugó cinco partidos. En el conjunto valenciano alternó su presencia en el filial con el primer equipo, con el que debutó en la eliminatoria de Copa del Rey ante el Club Portugalete.
El 1 de febrero de 2021, firma por la S. D. Ponferradina de la Segunda División de España.